# Partito della Nuova Aliyah
Il Partito della Nuova Aliyah (in ebraico: עלייה חדשה, Aliyah Hadasha lit. Nuova immigrazione) è stato un partito politico nel Mandato britannico della Palestina e Israele.

## Storia
Il partito fu istituito nel 1942 da immigrati provenienti da Austria e Germania che erano arrivati in Palestina durante la Quinta Aliyah. Il partito vinse 19 seggi alle elezioni dell'Assemblea dei rappresentanti del 1944, diventando così il terzo partito più grande dopo Mapai e il Blocco di Sinistra. La rivista del partito si chiamava Amudim (lett. Pagine).
Nel maggio del 1948 il leader del partito Pinchas Rosen divenne un membro del governo provvisorio. Alla fine del 1948 si unì a diversi altri partiti liberali, incluso il braccio politico di HaOved HaTzioni, per formare il Partito Progressista.